# 君の笑顔を守りたい
『君の笑顔を守りたい』（きみのえがおをまもりたい）は、織田哲郎の通算15枚目のシングル。1994年4月23日に BMGルームスから発売された。

## 解説
2年振りにオリコンチャートベスト10入りを果たしたシングルである。本作を最後に、織田はBMGルームスを離れプロデュース業に重きを置いた為、1998年4月1日に発売された「青空」まで自身のリリース活動は約4年間のブランクが空いた。
「君の笑顔を守りたい」は、日産・サニー（B14前期型）のCMソングに起用された。オリジナルアルバム未収録で、2002年に発売された『complete of 織田哲郎 at the BEING studio』に初収録された。
カップリング曲の「遠い夏」は、オンワード樫山「五大陸」CMソング。

## 収録曲
全作曲・編曲：織田哲郎
1. 君の笑顔を守りたい
作詞:萩原夕希・織田哲郎
ストリングス･ホーンアレンジ:織田哲郎･J. Haskell
2. 遠い夏
作詞:鈴里風太・織田哲郎
3. 君の笑顔を守りたい(inst.)
4. 遠い夏(inst.)

## 参加ミュージシャン
- 織田哲郎 - キーボード、プログラミング
  - 勝田かず樹（DIMENSION） - サックス
  - 小野塚晃（DIMENSION） - ピアノ